# Skeid Oslo
Skeid Oslo (offiziell: Skeid Fotball) ist ein norwegischer Fußballverein aus der Hauptstadt Oslo. Er wurde 1915 als Kristiania Ballklubb gegründet. Seinen heutigen Namen erhielt er 1925 nach der Fusion mit dem Ski- und Fußballklub Frem 1914. Das Heimstadion des Vereins ist das Nordre Åsen kunstgress mit 1.000 Plätzen.

## Geschichte
Der Verein gewann in den Jahren 1947, 1954, 1955, 1956, 1958, 1963, 1965 und 1974 den Pokalbewerb und 1966 die Meisterschaft. Skeid spielte 1999 letztmals in der Tippeliga. Nach mehreren Jahren im stetigen Auf und Ab zwischen zweiter und dritter Liga folgte schließlich 2012 der Abstieg in die 3. Divisjon (4. Liga). Nach dem direkten Wiederaufstieg 2013 und fünf Jahren in der PostNord-Liga gelang 2018 gar der Sprung in die 1. Division, dem aber der sofortige Abstieg am Ende der Saison 2019 folgte.
Nach zwei Saisons in Liga 3, gefolgt von zwei Spielzeiten in Liga 2 und dem erneuten Abstieg in die PostNord-Liga, wurde Ende 2023 mit Vilde Mollestad Rislaa ein weiblicher Trainer verpflichtet, mit dem die sofortige Rückkehr in die zweite Liga gelang. Rislaa ist damit die erste Trainerin in einer der beiden Toppligen im Männerbereich in Norwegen.

## Platzierungen
| Saison | Liga            | Platz | sonstiges |
| ------ | --------------- | ----- | --------- |
| 2006   | 2. Division 2   | 1     | Aufstieg  |
| 2007   | Adeccoliga      | 15    | Abstieg   |
| 2008   | 2. Division 2   | 1     | Aufstieg  |
| 2009   | Adeccoliga      | 16    | Abstieg   |
| 2010   | Fairplay-Liga 2 | 3     |           |
| 2011   | Fairplay-Liga 4 | 2     |           |
| 2012   | Oddsenliga 2    | 12    | Abstieg   |
| 2013   | 3. Division 1   | 1     | Aufstieg  |
| 2014   | Oddsenliga 4    | 7     |           |
| 2015   | Oddsenliga 1    | 9     |           |
| 2016   | PostNord-Liga 1 | 3     |           |
| 2017   | PostNord-Liga 1 | 5     |           |
| 2018   | PostNord-Liga 2 | 1     | Aufstieg  |
| 2019   | OBOS-Liga       | 15    | Abstieg   |
| 2020   | PostNord-Liga 2 | 2     |           |
| 2021   | PostNord-Liga 2 | 1     | Aufstieg  |
| 2022   | OBOS-Liga       | 14    |           |
| 2023   | OBOS-Liga       | 16    | Abstieg   |
| 2024   | PostNord-Liga 2 | 1     | Aufstieg  |
| 2025   | OBOS-Liga       |       |           |

| Spielklasse |
| ----------- |
| 1.          |
| 2.          |
| 3.          |
| 4.          |
| 5.          |
| 6.          |

## Spieler
- Zygmunt Anczok (1977–1979)
- Daniel Braaten (1988–2000) Jugend, (2000–2004) Spieler,
- Mike Kjølø (1991–1998)
- Morten Berre (1995–1997)
- Pa Modou Kah (199?–1998) Jugend,
- Mohammed Abdellaoue (1998–2003) Jugend, (2003–2005) Spieler,
- André Schei Lindbæk (1999)
- Flamur Kastrati (2007–2008) Jugend, (2008) Spieler

## Trainer
- Arild Stavrum (2008–2010)